# 瞿溥
瞿溥（1574年—？），字伯博，號维西，四川夔州府达州人，明朝政治人物。

## 生平
万历二十二年（1594年）甲午科四川乡试举人，三十五年（1607年）丁未科進士，通政司觀政，三十六年授湖廣衡阳知县，三十八调江夏县，四十一年升刑部主事，丙辰升员外，四十五年升衢州知府，天启元年升廣東副使，二年丁憂，四年起河南副使，五年升湖廣参政，七年升山東按察使，崇祯元年考察。

## 家族
曾祖瞿永德，壽官。祖父瞿寶。父瞿大任。母齐氏，継母张氏。严侍下。兄瞿宓（贡士）、瞿源。弟瞿沛、瞿宙。